# Asedio de Tarnovo
El asedio de Tarnovo (en búlgaro: Обсада на Търново) se produjo en la primavera de 1393 y dio lugar a una decisiva victoria otomana. Con la caída de su capital, el Imperio búlgaro fue reducido a algunas fortalezas a lo largo del Danubio.

## Orígenes del conflicto
Tarnovo superaba a todas las ciudades búlgaras por su tamaño, sus tesoros, y en parte por sus fortificaciones naturales. Por lo tanto, los turcos atacaron este centro de Bulgaria en primer lugar.

## La batalla
En la primavera de 1393, Bayaceto reunió a sus tropas de Asia, y cruzando el Helesponto se reunió con su ejército occidental, probablemente, que incluía a algunos gobernantes cristianos de Macedonia. Confió el mando principal a su hijo Süleyman Çelebi, y le ordenó partir hacia Tarnovo. De repente, la ciudad fue sitiada por todos lados. Los turcos amenazaron a los ciudadanos con el fuego y la muerte si no se rendían.
La población resistió, pero finalmente se rindió después de un asedio de tres meses, después de un ataque bajo la dirección de Hisar, el 17 de julio de 1393. La iglesia del Patriarca "Ascensión de Cristo" se convirtió en una mezquita, el resto de las iglesias se convirtieron también en mezquitas, baños, o establos. Todos los palacios e iglesias de Trapezitsa fueron incendiados y destruidos. La misma suerte tendrían los palacios del zar en Tsarevets, sin embargo, parte de sus murallas y torres quedaron en pie hasta el siglo XVII.
En ausencia del zar Iván Shishman, que trataba de luchar contra los turcos en otros sitios, el resto de sus tropas se dirigió a la fortaleza de Nikopol, el principal líder búlgaro en la ciudad era el Patriarca Eutimio. Fue al campo turco con la intención de apaciguar al comandante turco. El comandante escuchó cortésmente a sus súplicas, pero sin embargo luego cumplió con muy pocas de sus promesas.
Süleyman Çelebi salió de la ciudad después de nombrar a un comandante local. El nuevo gobernador reunió a todos los ciudadanos eminentes y boyardos bajo un pretexto y ya teniéndolos a todos los asesinó. Según la leyenda, Eutimio fue condenado a muerte pero se salvó en el último minuto por un milagro.

## Consecuencias
Posteriormente, los líderes de la ciudad fueron enviados al exilio en Asia Menor, donde sus huellas históricas se pierden. El patriarca fue enviado al exilio en Tracia. Murió en el exilio y más tarde fue canonizado como santo nacional de su pueblo.
Los ciudadanos de Tarnovo que quedaban en el pueblo vieron lo que fue descrito por fuentes de la época como una "completa devastación de la ciudad". Colonos turcos ocuparon Tsarevets que desde entonces empezó a llamarse Hisar. Los discípulos de Eutimio se dispersaron a Rusia y Serbia, llevando consigo los libros de Bulgaria. Muchos comerciantes y boyardos se convirtieron al islam. La famosa catedral "Santos Cuarenta Mártires", construida por Iván Asen II, algo dañado después de la batalla, fue convertida en mezquita.